# Joakim Lindström
Joakim Lindström (ur. 5 grudnia 1983 w Skellefteå) – szwedzki hokeista, reprezentant Szwecji, olimpijczyk.

## Kariera
- MODO J18 (1999-2001)
- MODO J20 (2000–2004)
- MODO (2000-2005)
  -  IF Troja-Ljungby (2001)
  -  Örnsköldsviks SK (2002)
  -  IF Sundsvall Hockey (2003)
- Syracuse Crunch (2005-2008)
- Columbus Blue Jackets (2006-2008)
- Iowa Chops (2008-2009)
- Phoenix Coyotes (2008-2009)
- San Antonio Rampage (2009)
- Torpedo Niżny Nowogród (2009-2010)
- Skellefteå (2010-2011)
- Colorado Avalanche (2011)
- Skellefteå (2011-2014)
- St. Louis Blues (2014-2015)
- Toronto Maple Leafs (2015)
- SKA Sankt Petersburg (2015-2016)
- Skellefteå (2016-2023)

Wychowanek klubu kellefteå AIK. Lata juniorskiej spędził w klubie MODO. Do 2005 grał w lidze Allsvenskan. W drafcie NHL z 2002 został wybrany przez Columbus Blue Jackets. W 2005 wyjechał do USA, przez ponad cztery sezony występował w zespole farmerskim w lidze AHL, a równolegle także w NHL. W 2009 powrócił do Europy i rok grał w rosyjskiej lidze KHL. W 2010 powrócił do Szwecji i został zawodnikiem macierzystego klubu Skellefteå i od tego czasu rozpoczął występy w lidze szwedzkiej (epizodycznie powrócił na krótko także w NHL). W marcu 2012 przedłużył kontrakt z klubem o dwa lata, a we wrześniu 2013 o pięć lat. Od końca maja 2014 zawodnik Toronto Maple Leafs. Od marca 2015 zawodnik Toronto Maple Leafs. Od maja 2015 zawodnik SKA Sankt Petersburg. Od 2016 ponownie gracz Skellefteå. Latem 2023 zakończył karierę.
Uczestniczył w turniejach mistrzostw świata w 2014, 2015 oraz zimowych igrzysk olimpijskich 2018.

## Sukcesy

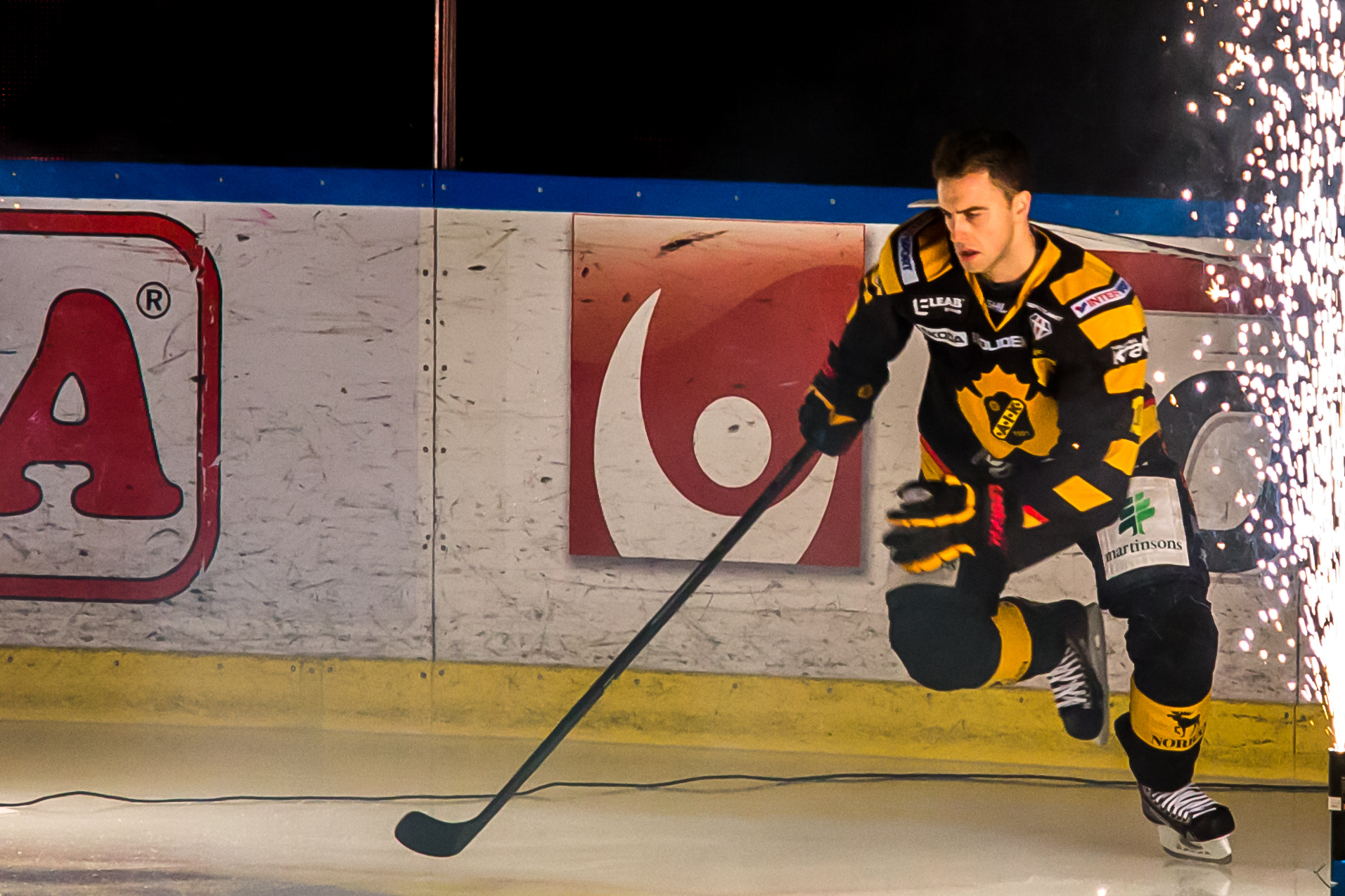
Joakim Lindström w barwach Skellefteå (2013)

Reprezentacyjne
- Brązowy medal mistrzostw świata: 2014

Klubowe
- Złoty medal mistrzostw Szwecji: 2002 z MODO, 2013, 2014 ze Skellefteå
- Srebrny medal mistrzostw Szwecji: 2011, 2012, 2018 ze Skellefteå

Indywidualne
- AHL (2007/2008):
  - Najlepszy zawodnik tygodnia - 25 listopada 2007
  - Mecz gwiazd AHL
- Elitserien (2010/2011):
  - Skyttetrofén – pierwsze miejsce w klasyfikacji kanadyjskiej w sezonie zasadniczym: 60 punktów
  - Pierwsze miejsce w klasyfikacji strzelców goli w przewadze w sezonie zasadniczym: 15 goli
  - Skład gwiazd sezonu
- Elitserien (2011/2012):
  - Drugie miejsce w klasyfikacji asystentów w fazie play-off: 12 asyst
  - Trzecie miejsce w klasyfikacji kanadyjskiej w fazie play-off: 17 punktów
- Elitserien (2012/2013):
  - Drugie miejsce w klasyfikacji asystentów w sezonie zasadniczym: 36 asyst
  - Trzecie miejsce w klasyfikacji kanadyjskiej w sezonie zasadniczym: 54 punkty
- Svenska hockeyligan (2013/2014):
  - Szóste miejsce w klasyfikacji strzelców w sezonie zasadniczym: 23 gole
  - Drugie miejsce w klasyfikacji asystentów w sezonie zasadniczym: 40 asyst
  - Trzecie miejsce w klasyfikacji kanadyjskiej w sezonie zasadniczym: 63 punkty
  - Drugie miejsce w klasyfikacji asystentów w fazie play-off: 12 asyst
  - Pierwsze miejsce w klasyfikacji kanadyjskiej w fazie play-off: 18 punktów
  - Stefan Liv Memorial Trophy - Najbardziej Wartościowy Zawodnik fazy play-off
  - Guldhjälmen (Złoty Kask) - nagroda dla najbardziej wartościowego zawodnika
  - Trofeum Petera Forsberga dla najlepszego napastnika sezonu
  - Guldpucken (Złoty Krążek) - nagroda dla najlepszego zawodnika sezonu
- Mistrzostwa Świata w Hokeju na Lodzie 2014/Elita:
  - Szóste miejsce w klasyfikacji kanadyjskiej turnieju: 11 punktów
  - Jeden z trzech najlepszych zawodników reprezentacji na turnieju[8]
- Svenska hockeyligan (2016/2017):
  - Pierwsze miejsce w klasyfikacji asystentów w sezonie zasadniczym: 36 asyst[9]
  - Skyttetrofén – pierwsze miejsce w klasyfikacji kanadyjskiej w sezonie zasadniczym: 54 punkty[10]
  - Guldhjälmen (Złoty Kask) - nagroda dla najbardziej wartościowego zawodnika
- Svenska hockeyligan (2017/2018):
  - Guldhjälmen (Złoty Kask) - nagroda dla najbardziej wartościowego zawodnika
- Svenska hockeyligan (2020/2021)[11]:
  - Szóste miejsce w klasyfikacji asystentów w sezonie zasadniczym: 33 asysty
  - Szóste miejsce w klasyfikacji kanadyjskiej w fazie play-off: 10 punktów